# Nesozineus fraterculus
Nesozineus fraterculus är en skalbaggsart som beskrevs av Hoffmann 1984. Nesozineus fraterculus ingår i släktet Nesozineus och familjen långhorningar.
Artens utbredningsområde är Venezuela. Inga underarter finns listade i Catalogue of Life.